# Aéroport international de Hanovre-Langenhagen
Pour les articles homonymes, voir HAJ.
L'aéroport de Hanovre-Langenhagen (code IATA : HAJ • code OACI : EDDV), est l'aéroport de la ville de Hanovre.

## Localisation
L'aéroport est situé à Langenhagen, à 11 km au nord du centre de Hanovre.
| Berlin · Brandebourg EuroAirport Basel-Mulhouse-Freiburg Freiburg · City Brême Cassel Cologne · Bonn Dortmund Dresde Düsseldorf Erfurt Francfort-Hahn Francfort · sur-le-Main Friedrichshafen Hambourg Hanovre Heringsdorf Karlsruhe · Baden-Baden Leipzig Lübeck Memmingen Munich Münster · Osnabrück Nuremberg Paderborn · Lippstadt Rostock Sarrebruck Stuttgart Sylt Weeze Mannheim |

## Histoire
L'aéroport a ouvert en 1952 à Langenhagen, remplaçant un ancien aérodrome se trouvant à l'intérieur des limites administratives de Hanovre.

## Statistiques
Le graphique qui aurait dû être présenté ici ne peut pas être affiché car il utilise l'ancienne extension Graph, désactivée pour des questions de sécurité. Des indications pour créer un nouveau graphique avec la nouvelle extension Chart sont disponibles ici.

Voir la requête brute et les sources sur Wikidata.

## Compagnies aériennes et destinations

### Passagers
L'aéroport de Hanovre propose les destinations suivantes:
| Compagnies                    | Destinations |
| ----------------------------- | --- |
| Aegean Airlines               | En saison : Athènes E.-Venizélos, Thessalonique-Makedonía |
| Air Astana                    | En saison: Kostanaï |
| Air Cairo                     | En saison : Hurghada En saison: Marsa Alam |
| Air France                    | Paris-Charles de Gaulle |
| Air Serbia                    | Belgrade-Nikola-Tesla |
| airBaltic                     | En saison: Riga |
| AJet                          | Istanbul-S. Gökçen En saison : Ankara Esenboğa, Antalya |
| Austrian Airlines             | Vienne-Schwechat |
| British Airways               | Londres-Heathrow |
| Corendon Airlines             | - Fuerteventura, - Hurghada, - Lanzarote-Arrecife, - Las Palmas/Gran Canaria, - Palma de Majorque, - Ténériffe-Sud Reine Sofia En saison : - Adana-Sakirpasa, - Antalya, - Bodrum-Milas, - Corfou-I. Kapodístrias, - Diyarbakır, - Héraklion-N. Kazantzákis, - Izmir-A. Menderes, - Kayseri-Erkilet, - Kos, - Marsa Alam, - Rhodes-Diagoras, - Samsun-Çarşamba      |
| Eurowings                     | Palma de Majorque, Priština En saison : Thessalonique-Makedonía |
| FlyErbil                      | Erbil |
| Freebird Airlines             | En saison: Antalya |
| KLM                           | Amsterdam |
| Lufthansa                     | Francfort, Munich-F. J. Strauß |
| Nouvelair                     | En saison: Monastir |
| Pegasus Airlines              | Istanbul-S. Gökçen En saison : Antalya |
| Scandinavian Airlines         | Copenhague-Kastrup |
| SunExpress                    | Adana-Sakirpasa, Ankara Esenboğa, Antalya, Diyarbakır, Izmir-A. Menderes En saison : Bodrum-Milas, Gaziantep-Oğuzeli, Kayseri-Erkilet |
| Swiss International Air Lines | Zurich |
| TUI fly Deutschland           | - Rabil, - Fuerteventura, - Hurghada, - Lanzarote-Arrecife, - Las Palmas/Gran Canaria, - Madère-C. Ronaldo, - Palma de Majorque, - Sal-A. Cabral, - Ténériffe-Sud Reine Sofia En saison : - Áraxos, - Corfou-I. Kapodístrias, - Dalaman, - Faro, - Héraklion-N. Kazantzákis, - Ibiza, - Jerez de la Frontera, - Kos, - Larnaca, - Minorque-Mahón, - Rhodes-Diagoras |
| Tunisair                      | En saison : Djerba-Zarzis |
| Turkish Airlines              | Istanbul En saison : Adana-Sakirpasa |
| Volotea                       | En saison : Toulouse-Blagnac |
| Vueling                       | Barcelone-El Prat |

Édité le 03/02/2018  Actualisé le 20/03/2023

### Cargo
| Compagnies                       | Destinations                    |
| -------------------------------- | ------------------------------- |
| Deutsche Post                    | Munich                          |
| Deutsche Post opéré par TUIfly   | Stuttgart                       |
| FedEx Express opéré par Swiftair | Paris-Charles de Gaulle         |
| TNT Airways                      | Billund, Liège, Oslo-Gardermoen |

## Accès
En 2000, une ligne de S-Bahn a été créée pour relier la gare de l'aéroport à Hamelin, via la gare centrale de Hanovre.